# 星星广播电台
星星广播电台，大陆民间常称新星广播电台，是一家使用現代标准漢語广播的数字电台，据信为中華民國國防部军事情报局专属电台，对潜伏情报员进行密码广播，有6个频率。
星星广播电台的发射地点位于台湾桃园市观音区（25°02′09″N 121°05′49″E / 25.035945°N 121.096883°E）。

## 播出内容
星星廣播電台以笛子演奏的中國民樂為開播曲，音樂過後播報台呼“這裡是星星廣播電臺第X台”，隨後提醒收信者注意抄收。然後通知“在這個時間裡，有XXXXX（通常為五位元數字）單位X月份第X號X份電報，電文XX個字”，重複一次。之後再次播出台呼及通知接收單位，重複三次。隨後播出電碼（通常為四位元數字一組或六位元數字一組），並在播出後確認一遍接收者的代號。
據媒體報導，臺灣方面會依大陸不同省份與城市，以一小時為時段，全天候廣播代號與數字。而臺灣方面不會每天對潛伏情報員下達指示，情報員也不一定每天都在固定住所；所以一則密碼廣播可能會連播半個月，時段與內容一樣，以便情報員能收到指令。而密碼本通常為雙方事先約定好的一本書，且時常更換。

## 广播格式
星星广播电台以预先录制的女声进行播报：

### 日常内容
（音乐）

這裡是星星廣播電臺第X台！

現在我們即將開始播報電報給您，請您注意，準備抄收！

在這個時間裡，

有AAAA單位B月份[第C號]1份電報，電文DD個字：

請AAAA單位注意，準備抄收。（对所有单位重複兩遍）

現在開始播報給AAAA單位B月份[第C號]DD個字電文，請AAAA單位注意，準備抄收：

（四位元一組無規律數字，每一組重複兩遍，下同）

剛才播報第20組電文。（如果超过20组，则每20组重复一次）

（四位元一組無規律數字）

以上是給AAAA單位B月份[第C號]DD個字電文，現在已經播報完了。

（对所有单位重复该序列）

（結束語）以上這節特約通訊播送完畢，謝謝您的收聽，祝您健康快樂。再會！

### 空内容
据报道，在极少数情况下，尽管播报仍在计划时间运行，但不会传递任何消息。播报如下：

（音乐）

這裡是星星廣播電臺第X台！

在這個時間裡，沒有電報給您。

謝謝您的收聽，祝您健康快樂。再會！

## 播出方式
该台电文不是用键码发出，而是由报务员读出。口播电报适用于点对点的通讯（供军队使用）以及点对面的通播。该台即采用点对面的口播电报方式播送电文。

## 脚注
1. ↑  因为广播听不清，而“新”和“星”发音相似，以及数字电台的隐秘性，很少有报纸能确定其字面名称。然而，正如台湾中央广播电台官方发布的频率变更通知所示，正确的用法是“星星”。
2. ↑  单位编号通常为四位数
3. ↑  消息的编号有时会被省略。